# Falco dickinsoni
Falco dickinsoni е вид птица от семейство Соколови (Falconidae).

## Разпространение
Видът е разпространен в Ангола, Ботсвана, Замбия, Зимбабве, Демократична република Конго, Малави, Мозамбик, Намибия, Танзания и Южна Африка.